# حسن صفاری
حسن صفاری (۱۲۹۵–۱۳۸۱) مترجم ایرانی بود.
او برای ترجمهٔ کتاب تاریخ صنایع و اختراعات در سال ۱۳۴۱ برندهٔ جایزه کتاب سال سلطنتی شد.

## ترجمه‌ها
- ریاضی‌دانان نامی
- تاریخ صنایع و اختراعات
- تاریخ علوم
- نجوم بی تلسکوپ
- زندگی اینشتین اثر فیلیپ فرانک
- ریاضیات چیست؟ اثر ریشارد کورانت
- زندگی بتهوون اثر امیل لودویگ
- پزشکان نامی اثر هنری زیگرست (به‌همراه همسرش کوکب صورتگر)
- در ستایش دیوانگی اثر اراسموس